# Bild Lilli
Pour les articles homonymes, voir Lilli (homonymie).

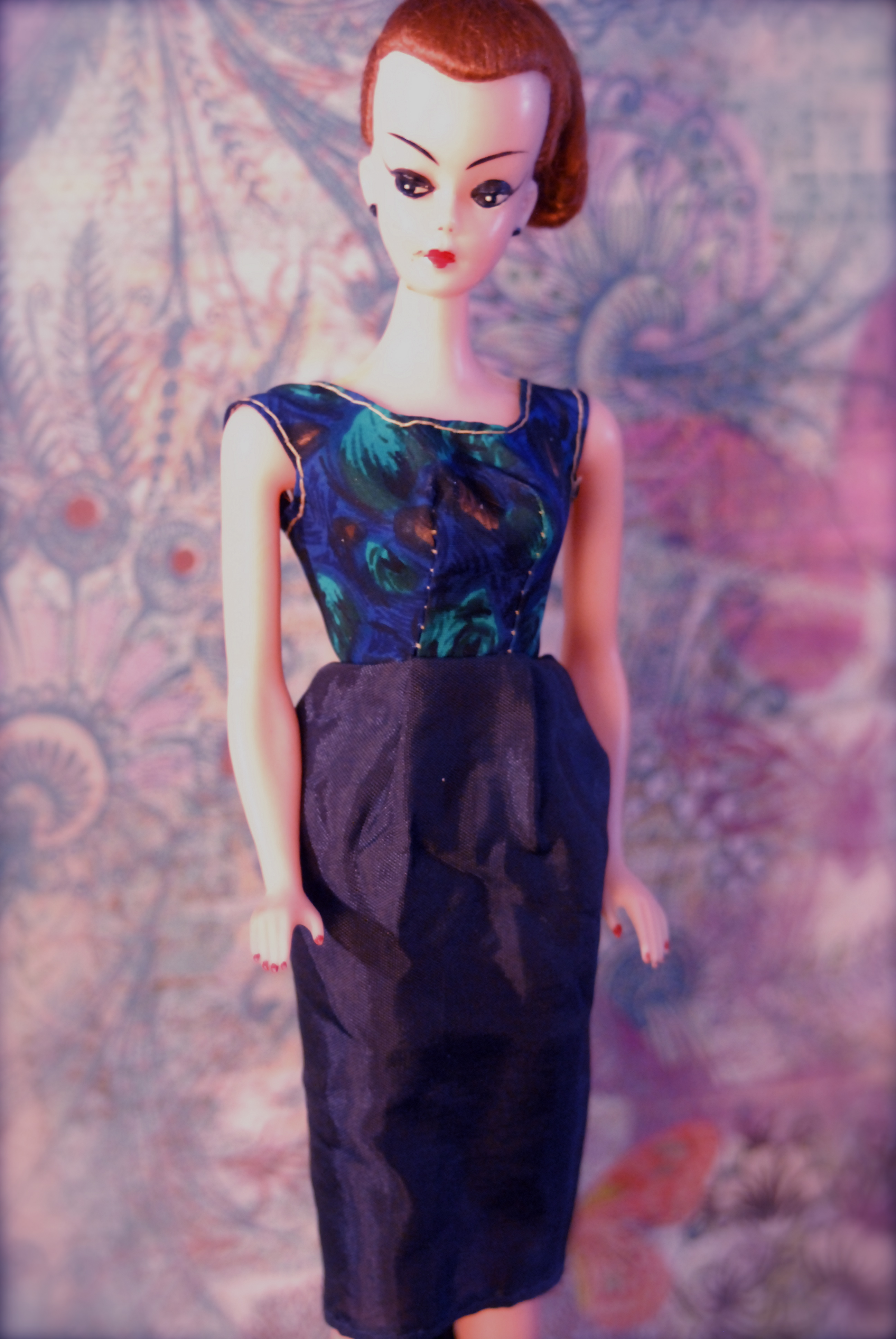
Clone, venant de Hong Kong, de la poupée Lilli.

Lilli est une poupée mannequin produite de 1955 à 1961 par la société allemande O. & M. Hausser. Elle apparaît pour la première fois en 1952 dans une bande dessinée publiée dans le journal allemand Bild Zeitung. Sa morphologie adulte, ses cheveux implantés et sa fabrication en matière plastique avec plusieurs trousseaux de vêtements contemporains en tissus, ont été repris aux États-Unis pour devenir la poupée Barbie. Contrairement à sa célèbre rivale, elle n'est pas destinée aux enfants et est produite en peu d'exemplaires.

## Histoire
À l'origine, Lilli est un personnage de bande dessinée créé par Reinhard Beuthien. Elle fait sa première apparition le 24 juin 1952 dans le journal Bild Zeitung. Devant le succès remporté par ce personnage, Bild décide d'en faire une poupée pour la commercialiser en tant que mascotte. Le journal fait alors appel à la société allemande O. & M. Hausser, un fabricant de jouets établi à Neustadt et dirigé par les frères Rolf et Kurt Hausser,. Créée par Max Weissbrodt, la poupée Lilli est lancée le 12 août 1955,. O. & M. Hausser lui adjoint des meubles ainsi qu'une garde-robe conséquente inspirée de la mode des années 1950, dessinée par Martha Maar et confectionnée par la société 3M Puppenfabrik,.
Avec son corps de jeune femme sexy, sa bouche sensuelle, son maquillage et ses yeux « en coulisse », Lilli tranche avec les poupées-fillettes et les poupons joufflus. Elle promeut un nouveau modèle : la poupée mannequin. Des poupées-femmes existaient déjà avant l'apparition de Lilli mais dans la plupart des cas elles n'étaient pas considérées comme des jouets et n'étaient pas destinées aux enfants.
L'arrivée de Barbie sur le marché du jouet va lui être fatale. Lors d'un séjour en Europe, Ruth Handler, cofondatrice de la société Mattel avec son mari Elliot, découvre la poupée Lilli dans une boutique suisse. De retour aux États-Unis, Ruth Handler décide de la copier pour créer la poupée Barbie, un plagiat qui se règlera par la signature d'un chèque de 21 000 dollars en faveur des frères Hausser.
La production de poupées Lilli ayant été assez réduite (environ 130 000 exemplaires vendus), il existe peu d'exemplaires en bon état sur le marché. Lilli est donc une poupée très recherchée par les collectionneurs.

## Descriptif
Présentée dans un cylindre transparent, Lilli est disponible en deux tailles : 18 et 29 cm. Son corps en plastique dur est articulé aux hanches et aux épaules et sa tête aux yeux peints est composée de deux parties qui se rejoignent grâce à une vis cachée sous les cheveux,. Dotée d'une silhouette élancée, de cheveux blonds, roux ou bruns coiffés en queue de cheval et d'une mèche bouclée sur le front, Lilli peut tenir debout sur un socle grâce des tiges s’emboitant sous ses pieds moulés et peints,.